# 赫魯薩倫 (薩爾瓦多)
赫魯薩倫（西班牙語：Jerusalén），是薩爾瓦多的城鎮，位於該國南部，由拉巴斯省負責管轄，面積6.5平方公里，海拔高度582米，2007年人口2,570，人口密度每平方公里395.38人。
13°39′N 88°54′W / 13.650°N 88.900°W